# Kōkua
kōkua（コクア）は、日本を代表する音楽プロデューサー、ミュージシャンたちにより結成されたロックバンド。
バンド名のkōkuaはハワイ語で「協力する、協調する」という意味を持つ言葉に由来する。

## 概要
NHK総合のドキュメンタリー番組『プロフェッショナル 仕事の流儀』の主題歌「Progress」制作をきっかけに日本のトップミュージシャンが集結したスーパーバンド。NHKサイドから「その道のプロたちを扱う番組を立ち上げるのだがどんな主題歌にしたらいいか」という相談を受けたプロデューサーの武部聡志は「それぞれがミュージシャンでありながらプロデューサーでもあるプロ集団のような架空のバンドを作る」というアイディアを提案した。そしてメンバーを想像した時にフロントマンとして真っ先に浮かんだスガシカオに声をかけ、武部がギターに推薦した小倉博和とスガがドラムに推した屋敷豪太、ほぼ全員の共通の知り合いだったベースの根岸孝旨の5人で結成することになった。
作品制作においては、メンバー1人1人の曲が入っているイエスのアルバム『こわれもの (Fragile)』が好きだという武部の提案で、1stアルバムからはスガが中心となりつつも楽曲提供なりプロデュースなりでメンバーそれぞれがイニシアチブをとるようになっている。
スガにとってkōkuaはシンガーソングライターのソロとはミュージシャンとして別の人生であり、歌詞もあまり我を出さずにメンバーが思っていることを言葉にしようと心掛けている。またブラック・ミュージック寄りのソロとは異なるロックバンドなので、提供曲もソロのストック曲は使わずにメンバーと演奏することを想定して作曲している。

## メンバー
- スガシカオ（ボーカル）
  - 1997年に「ヒットチャートをかけぬけろ」でデビューしたシンガーソングライター。[7]
- 武部聡志（プロデュース、キーボード）
  - 一青窈、今井美樹、華原朋美、JUJU、ゆず、平井堅等のプロデュースで知られる音楽プロデューサー。作曲家、キーボーディスト、アレンジャーとして数多くのアーティストや映画・テレビドラマなどの劇伴、テレビ番組やライブツアーの音楽監督等を手掛ける。[7]
- 小倉博和（ギター、ボーカル）
  - サザンオールスターズ、桑田佳祐、福山雅治、槇原敬之ほか数多くのアーティストのライブ、レコーディングに参加する日本屈指のギタリスト。ギターデュオ山弦のメンバーとして活動するほか、コンポーザー、アレンジャー、サウンドプロデューサーとしても活動する。[7]
- 根岸孝旨（ベース）
  - Cocco、GRAPEVINE、つじあやの、くるり、中島美嘉、aiko、miwa等数多くのアーティストの作品をプロデュースする音楽プロデューサー。自身のバンド・Dr.StrangeLove、JUNK FUNK PUNKなどで活動を行うほか、ベーシストとして奥田民生、吉井和哉、藤井フミヤ等のアーティストをサポート。[7]
- 屋敷豪太（ドラムス）
  - 英国のソウル・II・ソウル、シンプリー・レッド に参加するなど世界を舞台に活躍するドラマー。ソロ活動の他、nokko、藤井フミヤ、サッカー国際試合選手入場曲「WORLD SOCCER ANTHEM」などをプロデュースする音楽プロデューサーとしても活動する。[7]

## 来歴
2006年、NHKのドキュメンタリー番組「プロフェッショナル 仕事の流儀」の主題歌「Progress」制作のために結成される。同年12月、第57回NHK紅白歌合戦にソロで出場したスガシカオのバックバンドとして出演する。
2010年10月2日・3日の2日間にわたり、京都・平安神宮で開催されたライブイベント「平安神宮 月夜の宴」に、ホストバンドとして出演。
2013年3月22日、渋谷公会堂にてトータス松本、一青窈、藤井フミヤ、佐藤竹善というゲストを迎え、3年ぶりに一夜限りとなるプレミアムライブ「Inter FM MUSIC MASTER LIVE with kokua」を開催。
2015年、NHK総合「プロフェッショナル 仕事の流儀」の放送開始10周年記念スペシャル番組「あと一歩だけ、前に進もう〜シンガーソングライター スガシカオ」のスタジオライブに出演。翌年に番組挿入歌として新曲「夢のゴール」が起用されることが決定した。
2016年、バンドの結成10周年を機に、スガシカオのデビュー20周年イヤープロジェクトの一環として活動を再開。6月に全国4公演のツアーを開催。5月より番組の放送開始10周年を記念して書き下ろされた「夢のゴール」が、NHK総合「プロフェッショナル 仕事の流儀」の挿入歌として使用される。6月1日、1stアルバム『Progress』をリリース。6月4日より、初の単独公演となるホールツアー「kokua Tour 2016 Progress」をスタート。
2017年2月27日に東京・東京国際フォーラムホール Aにて開催された「武部聡志 Original Award Show」に出演。
2017年、スガシカオのデビュー20周年を記念したライブイベント「スガフェス!」に出演。5月6日に埼玉・さいたまスーパーアリーナにて開催された「スガフェス! 〜20年に一度のミラクルフェス〜」には第2部のホストバンドとして、9月18日に大阪・大阪城ホールで開催された「スガフェス!WEST 〜スガシカオ vs kokua 絶対に負けられない対バンがある in 大阪〜」には対バン相手として出演した。
2019年4月17日発売のスガシカオのアルバム『労働なんかしないで 光合成だけで生きたい』にkokuaのメンバーが制作した「黄昏ギター」が収録される。

## 作品

### シングル
|     | 発売日       | タイトル | 規格 | 規格品番   | レーベル    | 備考                                      |
| --- | ------------ | -------- | ---- | ---------- | ----------- | ----------------------------------------- |
| 1st | 2006年8月2日 | Progress | CD   | AUCK-19017 | BMGジャパン | 『プロフェッショナル 仕事の流儀』主題歌。 |

### アルバム
|     | 発売日       | タイトル | 規格 | 規格品番   | レーベル                   | 備考 |
| --- | ------------ | -------- | ---- | ---------- | -------------------------- | ---- |
| 1st | 2016年6月1日 | Progress | CD   | VICL-64578 | ビクターエンタテインメント |      |

### 映像作品
|  | 発売日        | タイトル              | 規格             | 規格品番          | レーベル                   | 備考 |
|  | ------------- | --------------------- | ---------------- | ----------------- | -------------------------- | ---- |
|  | 2017年4月26日 | Tour 2016「Progress」 | Blu-ray Disc DVD | VIXL-191 VIBL-846 | ビクターエンタテインメント |      |

## タイアップ一覧
| 使用年 | 曲名       | タイアップ                                                                      |
| ------ | ---------- | ------------------------------------------------------------------------------- |
| 2006年 | Progress   | NHK総合ドキュメンタリー番組『プロフェッショナル 仕事の流儀』主題歌（2006年 - ） |
| 2016年 | 夢のゴール | NHK総合ドキュメンタリー番組『プロフェッショナル 仕事の流儀』挿入歌（2016年 - ） |
| 2016年 | 夢のゴール | 田島ルーフィング「屋上は問いかける」篇/「床は問いかける」篇 CMソング            |
| 2016年 | 黒い靴     | NHK BSプレミアムドラマ『ふれなばおちん』主題歌                                  |

## ライブ活動
- 平安神宮　月夜の宴（2010年10月2日〜3日）
- Inter FM MUSIC MASTER LIVE with kōkua（2013年3月22日、渋谷公会堂）
- kōkua Tour 2016「Progress」 - 2016年6月4日〜6月24日（4会場4公演）